# ねぇよな
「ねぇよな」は、2022年8月6日にSTPR Recordsから配信された、るぅとの楽曲。

## 背景
前作から4ヶ月ぶりの新曲となる本作は、作詞作曲編曲をmeiyoが手掛けている。ネット社会に対してのヘイトが皮肉に綴られており、るぅとにとって、他者による書き下ろし曲は本作が初となる。

## ミュージックビデオ
ねぇよな
2022年8月6日に公開された。

## meiyoセルフカバー Ver.
「ねぇよな」は、2022年9月26日にVirgin Musicから配信された、meiyoのメジャー5作目の楽曲。

### 背景
前作『彼此のコレカラ』以来丁度1か月ぶりのリリースとなる。
本作は、すとぷりのるぅとに提供し、2022年8月6日にリリースされた楽曲のセルフカバーであり、「自分も歌いたい」という自身の思いが積もったことから、メジャーデビュー1周年を記念してリリースされた。
9月26日に、ミュージックビデオが公開され、本作のアレンジとプロデュースをTeddyLoidが手掛けたことが発表された。

### 収録内容
| #         | タイトル     | 作詞      | 作曲      | 編曲      | 時間 |
| --------- | ------------ | --------- | --------- | --------- | ---- |
| 1.        | 「ねぇよな」 | meiyo     | meiyo     | TeddyLoid | 2:40 |
| 合計時間: | 合計時間:    | 合計時間: | 合計時間: | 合計時間: | 2:40 |